# Jeanine van Pinxteren

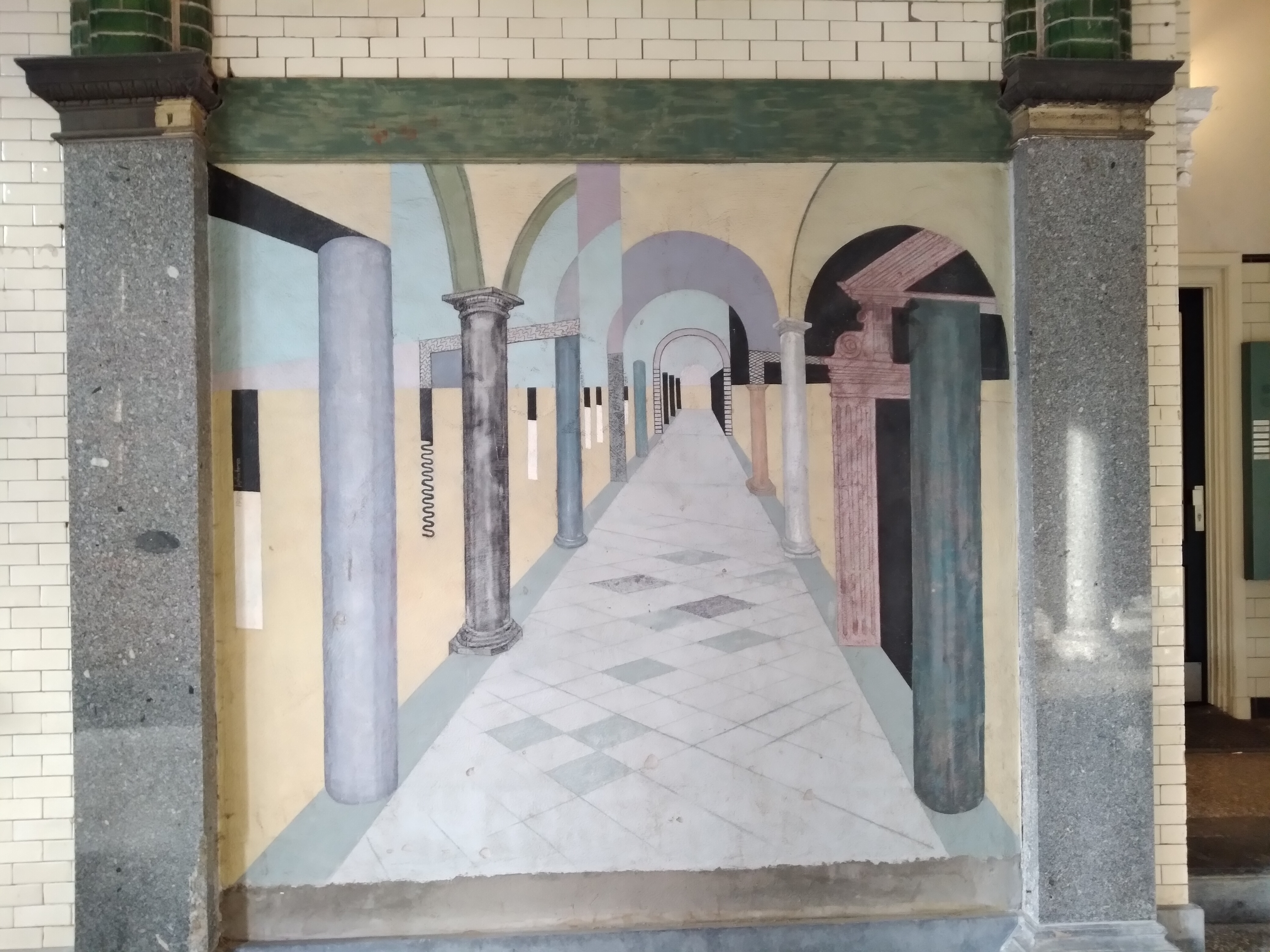
De zuilengang van Van Pinxteren (2021)

Jeanine van Pinxteren (Tilburg,  8 juni 1949 – Amsterdam, 20 april 2025) was een Nederlands politica en kunstenares.

## Biografie
Van Pinxteren kwam uit een arbeidersmilieu; haar vader was huisschilder. Na de middelbare school ging ze politicologie studeren aan de Universiteit van Amsterdam; ze verhuisde toen ook naar Amsterdam. Ze kwam van het rustige Tilburg en een turbulente periode in Amsterdam met studentenprotesten etc. De studie wilde niet vlotten en na zes jaar koos ze voor een nieuwe opleiding; ditmaal schilderkunst en grafiek aan de Gerrit Rietveld Academie. 
Ze begon met werken (om haar kunstenaarschap te kunnen financieren) in de functie zakelijk leider bij ARCAM (architectuur; 1989–2002), ze was ook enige tijd voorzitter van het Overleg Lokale Architectuurcentra. In die jaren was ze betrokken bij commissies op het gebied van kunst en had zitting in het Amsterdams Fonds voor de Kunst.
Ze koos toch voor de politiek. Ze was tussen 2002 en 2010 gemeenteraadslid voor GroenLinks met nadruk op Werk, Inkomen en Jeugd. Tussen 2010 en 2014 was ze voorzitter van Stadsdeel Centrum, daarna had ze nog vier jaar zitting in het bestuur daarvan.
Haar begin was tumultueus; ze kreeg het aan de stok met wethouder Geert Dales van de Volkspartij voor Vrijheid en Democratie (VVD) over de ingeschatte kosten van de Noord/Zuidlijn. Onder haar bewind, dat aansloot op een rommelige bestuursperiode met veel geschillen, werden projecten als de herinrichting van het Haarlemmerplein en Elandsgracht gerealiseerd. Een tour-de-force was de herinrichting van het Muntplein; het plein werd daartoe een tijd lang uit het verkeersroulatiesysteem gehaald, iets dat tot dan toe niet denkbaar was geweest. Na het eind van haar politieke loopbaan wendde ze zich weer tot de kunsten.
Van Pinxteren woonde en werkte enige jaren vanuit het omgebouwde Wilhelmina Gasthuis, eerst ziekenhuis, daarna atelier/studiogebouw. Ze overleed aan de Henri Polaklaan, woon- en zorgvoorziening Huize Plantage. Ze kreeg een afscheidsdienst op Zorgvlied. Jeanine van Pinxteren was sinds 1987 getrouwd met Edo Arnoldussen (1946-2020). Hij was als ambtenaar betrokken bij de stadsvernieuwing in Amsterdam en enige tijd werkzaam bij het Rijksvastgoedbedrijf, later bestuursvoorzitter bij ARCAM.
Haar nalatenschap wordt gevormd door een kunstwerk in het voormalige WG-gebouw.
- International Standard Name Identifier: 0000 0003 8985 4696
- Nederlandse Thesaurus van Auteursnamen: 071014535
- Virtual International Authority File: 283369235